# Liste des prénoms mannois
Voici une liste de prénoms en langue mannoise.
- (m) = prénom masculin
- (f) = prénom féminin

- Haut – A
- B
- C
- D
- E
- F
- G
- H
- I
- J
- K
- L
- M
- N
- O
- P
- Q
- R
- S
- T
- U
- V
- W
- X
- Y
- Z

## A
(f) Aimil : forme mannoise du prénom d'origine latine Émilie, de Aemulus signifiant émule
(m) Alister : forme mannoise du prénom d'origine grecque Alexandre, de Alexein signifiant protéger/défendre et Andros signifiant Homme
(m) Alistryn : autre forme du prénom Alexandre
(f) Alistryna : féminin du prénom Alistryn
(m) Andreays : forme mannoise du prénom d'origine grecque Andrev
(f) Aufrica : forme mannoise du prénom d'origine gaélique Aithbhreac, signifiant plaisante/agréable

## B
(f) Blaanid : forme mannoise du prénom d'origine irlandaise Blathnat, signifiant petite fleur

## C
(f) Calybrid : prénom d'origine irlandaise, usité en île de Man, de Cailleac signifiant Dévouée et Brid signifiant Brigitte (dévouée à Sainte-Brigitte)
(f) Calycrist : prénom d'origine irlandaise, usité en île de Man, signifiant Dévouée au Christ
(f) Calypatric : prénom d'origine irlandaise, usité en île de Man, signifiant Dévouée à Saint Patrick
(f) Calyvorra : prénom d'origine irlandaise, usité en île de Man, signifiant Dévouée à la vierge Marie
(f) Catreena : forme mannoise du prénom d'origine grecque Catherine, de Katharos signifiant pur
(m) Cristall : forme mannoise du prénom d'origine grecque Kristoc'h, de Christophoros signifiant Porte-Christ

## E
(f) Ealisaid : forme mannoise du prénom d'origine hébraïque Élisabeth, signifiant Mon Dieu est serment
(f) Ealish : forme mannoise du prénom d'origine germanique Aziliz, de Adal signifiant Noble et de haïd signifiant lande
(m) Ean : forme mannoise du prénom hébraïque Jean, de Yohanân signifiant Dieu a fait grâce

## F
(m) Fenella : forme mannoise du prénom gaélique Fionnghuala, de Fionn signifiant blanc et Guala signifiant épaule (épaule blanche)

## I
(f) Ibot : forme mannoise du prénom d'origine hébraïque Élisabeth, signifiant Mon Dieu est serment
(m) Illiam : forme mannoise du prénom d'origine germanique Gwilherm, de Wil signifiant Volonté et Helm signifiant casque
Voir Illiam Dhone, héros populaire mannois.

## J
(m) Jarman : forme mannoise du prénom d'origine latine Jermen, de germen signifiant du même sang, de même race
(m) Jarmon : variante du prénom Jarman
(f) Jonee : forme mannoise féminine du prénom Jean
(f) Jony : variante féminine du prénom Jonee
(m) Juan : forme mannoise du prénom Jean

## K
(f) Kateryn : forme mannoise du prénom d'origine grecque Catherine, de Katharos signifiant Pur

## L
(m) Laurys : forme mannoise du prénom d'origine latine Laurent, de laurus signifiant laurier

## M
(f) Margaid : forme mannoise du prénom d'origine grecque Marguerite, de margaritês signifiant perle
(f) Mariot : forme mannoise du prénom d'origine hébraïque Marie
(m) Mayl : forme mannoise du prénom d'origine hébraïque Michael, de mi kha El signifiant qui est comme dieu ?
(m) Mian : forme mannoise du prénom d'origine hébraïque Matthieu, de matthhaeus signifiant don de dieu
(m) Michal : variante du prénom Mayl
(f) Moirrey : variante du prénom Mariot
(f) Moirrey-Malane : forme mannoise du prénom composé Marie-Madeleine

## N
(m) Nollick : forme mannoise du prénom d'origine latine Noël, de natalis signifiant naissance

## P
(m) Paden : variante du prénom Patric
(m) Paton : variante du prénom Patric
(m) Patric : forme mannoise du prénom d'origine latine Patrick, de patricius signifiant patricien
(m) Payl : forme mannoise du prénom d'origine latine Paul, de De Paullus, nom d'une famille romaine illustre, signifiant petit, faible
(m) Peddyr : forme mannoise du prénom d'origine latine Pierre, de Petrus signifiant Pierre

## R
(m) Robart: forme mannoise du prénom d'origine germanique Robert, de hrod signifiant gloire et berht signifiant illustre
(f) Roseen : forme mannoise du prénom d'origine latine Rose, de rosa signifiant la rose

## T
(m) Thomase : forme mannoise du prénom d'origine araméenne Thomas, de tôma signifiant jumeau
(m) Thomlyn : variante du prénom Thomsae

## V
(m) Voirrey : variante du prénom Mariot
(f) Vorgell : forme mannoise du prénom d'origine gaélique Muriel, de muir signifiant mer et gael signifiant brillant

## W
(m) Wilmot : forme mannoise du prénom d'origine germanique Guillaume, de wil signifiant volonté et helm signifiant Casque

## Y
(f) Ysbal : forme mannoise du prénom d'origine hébraïque  Élisabeth, de elicheva signifiant dieu est pleinitude

## Source
- (fr) Arbre-celtique.